# Вилянуева де Сан Хуан
Вилянуева де Сан Хуан (на испански: Villanueva de San Juan) е населено място и община в Испания. Намира се в провинция Севиля, в състава на автономната област Андалусия. Общината влиза в състава на района (комарка) Сиера Сур де Севиля. Заема площ от 34 km². Населението му е 1370 души (по преброяване от 2010 г.). Разстоянието до административния център на провинцията е 95 km.

## Демография
| 1996 | 1998 | 1999 | 2000 | 2001 | 2002 | 2003 | 2004 | 2005 | 2006 |
| ---- | ---- | ---- | ---- | ---- | ---- | ---- | ---- | ---- | ---- |
| 1610 | 1571 | 1565 | 1527 | 1493 | 1476 | 1438 | 1447 | 1440 |      |